# Ratamosa (Texas)
Ratamosa es un lugar designado por el censo ubicado en el condado de Cameron en el estado estadounidense de Texas. En el Censo de 2010 tenía una población de 254 habitantes y una densidad poblacional de 49,26 personas por km².

## Geografía
Ratamosa se encuentra ubicado en las coordenadas 26°11′58″N 97°50′40″O / 26.19944, -97.84444. Según la Oficina del Censo de los Estados Unidos, Ratamosa tiene una superficie total de 5.16 km², de la cual 5.13 km² corresponden a tierra firme y (0.5%) 0.03 km² es agua.

## Demografía
Según el censo de 2010, había 254 personas residiendo en Ratamosa. La densidad de población era de 49,26 hab./km². De los 254 habitantes, Ratamosa estaba compuesto por el 99.61% blancos, el 0% eran afroamericanos, el 0% eran amerindios, el 0% eran asiáticos, el 0% eran isleños del Pacífico, el 0% eran de otras razas y el 0.39% pertenecían a dos o más razas. Del total de la población el 73.23% eran hispanos o latinos de cualquier raza.